# Behnia reticulata
Behnia reticulata là một loài thực vật có hoa trong họ Philesiaceae. Loài này được (Thunb.) Didr. miêu tả khoa học đầu tiên năm 1854.